# Aphanius stiassnyae
Aphanius stiassnyae е вид лъчеперка от семейство Cyprinodontidae. Видът е застрашен от изчезване.

## Разпространение
Разпространен е в Етиопия.

## Описание
На дължина достигат до 7,7 cm.